# Natasha Cloud
Natasha Cloud (ur. 22 lutego 1992 w Broomall) – amerykańska koszykarka występująca na pozycji rzucającej, obecnie zawodniczka New York Liberty.
13 marca 2021 podpisała nową umowę z Washington Mystics.  Po zakończeniu sezonu 2023, Cloud podpisała dwuletnią umowę z Phoenix Mercury. Po jednym sezonie w Phoenix, została wymieniona do Connecticut Sun, a następnie poprosiła o transfer do drużyny z większymi szansami na mistrzostwo. W marcu 2025 roku została wymieniona do New York Liberty.

## Osiągnięcia
Stan na 10 sierpnia 2020, na podstawie, o ile nie zaznaczono inaczej.

### NCAA
- Uczestniczka rozgrywek:
  - II rundy turnieju NCAA (2014)
  - turnieju NCAA (2013, 2014)
- Mistrzyni turnieju konferencji Atlantic 10 (A–10 – 2013)
- Most Outstanding Player (MOP=MVP) turnieju Atlantic 10 (2013)
- Defensywna zawodniczka roku Atlantic 10 (2014)
- Laureatka:
  - Ellen Ryan MVP Award (2014)
  - SJU's Best Defensive Player Award (2013, 2014)
- Zaliczona do:
  - I składu:
    - A-10 (2013, 2015)
    - Big 5 (2014)
    - defensywnego A-10 (2013–2015)
    - turnieju:
      - Hawk Classic (2012, 2014)
      - Seton Hall Thanksgiving (2014)

  - II składu:
    - A-10 (2014)
    - Big 5 (2015)
    - Philly College Sports All-Philly (2013)

  - SJU Athletic Director’s Honor Roll (2012)

### WNBA
- Mistrzyni WNBA (2019)
- Wicemistrzyni WNBA (2018)
- Laureatka Dawn Staley Community Leadership Award (2019)
- Zaliczona do II składu defensywnego WNBA (2019)[6]